# Altoona, Pennsylvania
Altoona là một thành phố thuộc quận Blair, tiểu bang Pennsylvania, Hoa Kỳ. Năm 2010, dân số của xã này là 46310 người.